# Valverde de Mérida
Valverde de Mérida est une commune d’Espagne, dans la province de Badajoz, communauté autonome d'Estrémadure.

## Histoire
Le 14 octobre 1385 se déroule devant la ville, la bataille de Valverde de Mérida qui oppose une troupe de 20 000 espagnols à 3 000 portugais. La bataille est remportée par la troupe portugaise commandée par Nuno Álvares Pereira. Cette bataille met fin à la crise portugaise de 1383-1385.